# Reprezentacja Bośni i Hercegowiny na Mistrzostwach Świata w Narciarstwie Klasycznym 2009
Reprezentacja Bośni i Hercegowiny na Mistrzostwach Świata w Narciarstwie Klasycznym 2009 liczyła 5 sportowców. Najlepszym wynikiem było 87. miejsce (Tanja Karišik) w sprincie kobiet.

## Medale

### Złote medale
Brak

### Srebrne medale
Brak

### Brązowe medale
Brak

## Wyniki

### Biegi narciarskie mężczyzn
Sprint
- Njegoš Perišić - 104. miejsce (odpadł w kwalifikacjach)
- Mladen Starčević - 110. miejsce (odpadł w kwalifikacjach)
- Velibor Lizdek - 113. miejsce (odpadł w kwalifikacjach)
- Mladen Plakalović - 115. miejsce (odpadł w kwalifikacjach)

### Biegi narciarskie kobiet
Sprint
- Tanja Karišik - 87. miejsce (odpadła w kwalifikacjach)